# Ceratobaeus senegalensis
Ceratobaeus senegalensis är en stekelart som först beskrevs av Jean Risbec 1950.  Ceratobaeus senegalensis ingår i släktet Ceratobaeus och familjen Scelionidae. Inga underarter finns listade i Catalogue of Life.